# Hervé Bromberger
Hervé Bromberger, all'anagrafe Bromberger Gui Geoffroy Marie Rene Bernard (Marsiglia, 10 novembre 1918 – Villejuif, 23 novembre 1993), è stato un regista e sceneggiatore francese.
Ha diretto 16 lungometraggi tra il 1951 e il 1982. Il suo film di debutto Inchiesta giudiziaria (Identité judiciaire) partecipò al Festival di Cannes 1951. Ha vinto il Premio della Giuria internazionale della critica al Festival internazionale del film di Locarno nel 1954 con Frutti selvaggi.

## Filmografia

### Cinema

#### Regia
- L'Inconnu d'un soir, co-regia di Max Neufeld (1949)
- Inchiesta giudiziaria (Identité judiciaire) (1951)
- Una notte a Parigi (Asphalte) (1959)
- La vita provvisoria, co-regia di Vincenzo Gamna e Enzo Battaglia (1962)
- Mort, où est ta victoire? (1964)

#### Regia e sceneggiatura
- Seul dans Paris (1951)
- Frutti selvaggi (Les Fruits sauvages) (1954)
- Nagana (1955)
- La bestia muore due volte (La Bonne tisane) (1958)
- Alt! alla delinquenza (Les Loups dans la bergerie) (1960)
- episodio, Il corvo e la volpe di Le quattro verità (Les Quatre vérités) (1962)
- Un soir à Tibériade (1965)

#### Sceneggiatura
- L'inferno di Pigalle (Le Désert de Pigalle), regia di Léo Joannon (1958)
- Violette Nozière, regia di Claude Chabrol (1978)

### Televisione

#### Regia
- Le fol amour de Monsieur de Mirabeau - miniserie TV (1974)

#### Regia e sceneggiatura
- Les Fables de La Fontaine - serie TV, 4 episodi (1966)[5]
- Figaro-ci, Figaro-là - film TV (1972)
- La seconde - film TV (1973)
- Jo Gaillard - serie TV, episodi 1x03-1x10 (1975)[6]
- L'antichambre - film TV (1981)
- La nuit du général Boulanger - film TV (1982)
- La démobilisation générale - film TV (1982)

## Onorificenze
- Premio della Giuria internazionale della critica al Festival internazionale del film di Locarno nel 1954 per Frutti selvaggi